# アラン・カニンガム (数学者)
アラン・カニンガム（Allan Joseph Champneys Cunningham、1842年 デリー - 1928年 ロンドン）は、インド及びイギリスの数学者。

## 略歴
東インド会社に勤め、ベンガル地方に居住の後、1871年よりウッタラーカンド州のルールキーにて市民大学の数学教師を始める。1881年にはイギリスに帰国し、チャタム、ダブリン、ショーンクリフの軍事学校で数学教師として勤務した後、1891年に軍を離れた。
その後は、数学の研究に注力し、メルセンヌ数やフェルマー数に取り組んだ。カニンガム数を発見し、その後は彼の名を冠したカニンガムプロジェクトで研究がつづけられている。